# Woodsia cycloloba
Woodsia cycloloba är en hällebräkenväxtart som beskrevs av Hand.-mazz. Woodsia cycloloba ingår i släktet Woodsia och familjen Woodsiaceae. Inga underarter finns listade.